# Кузнєцов Ігор Вячеславович
Кузнєцов Ігор Вячеславович, псевдо «Кузнєц» (7 серпня 1991, с. Покровське — 5 грудня 2022, біля с. Терни Донецької області) — український військовослужбовець, старший лейтенант 80-ої окремої десантно-штурмової бригади Збройних Сил України, учасник російсько-української війни, який героїчно загинув під час російського вторгнення в Україну.

## Життєпис
Ігор народився в селі Покровське Врадіївського району (нині Первомайського) на Миколаївщині. Закінчив Миколаївський національний аграрний університет за спеціальністю «Технологія виробництва продукції тваринництва». Однак за фахом не працював. Під час російсько-української війни у 2015 році Ігор вирішив вступити до лав Збройних Сил України. Брав участь у бойових діях в зоні АТО/ООС біля міста Щастя Луганської області. У 2017 році вирішив повністю присвятити себе військовій справі і вступив до Вищої офіцерської школи у Миколаєві. У вільний час багато читав. Захоплювався історією України.
У 2019 році підписав контракт на військову службу у 80-й окремій десантно-штурмовій бригаді. Разом із побратимами молодий офіцер виконував бойові задачі на Донбасі, на території ООС.
З початком повномасштабної війни Кузнєц продовжував боронити Україну від окупантів. Після важких боїв за Ізюм на Харківщині отримав звання старшого лейтенанта.
Героїчно загинув 5 грудня 2022 року під час виконання бойового завдання поблизу села Терни Донецької області. Поховали офіцера у рідному селі, яке він так любив!

## Нагороди
- Орден Богдана Хмельницького III ступеня (8 березня 2023, посмертно) — за особисту мужність і самовіддані дії, виявлені у захисті державного суверенітету та територіальної цілісності України, зразкове виконання військового обов'язку[1].